# Hermann von Meyer

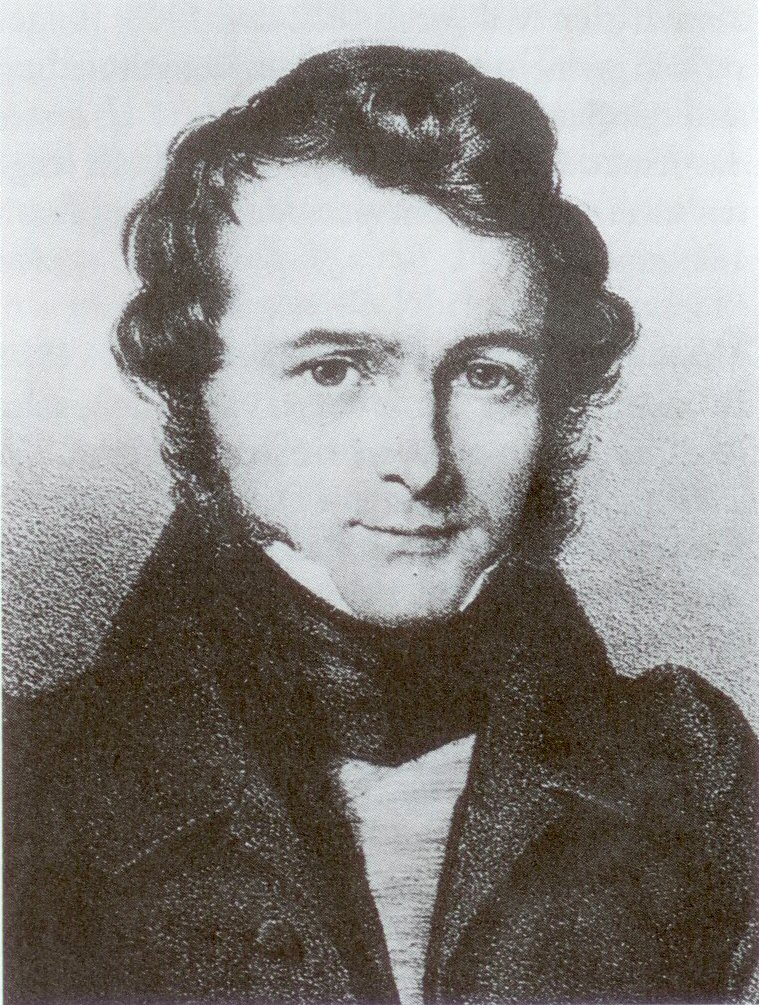
Hermann von Meyer

Christian Erich Hermann von Meyer (ur. 3 września 1801 we Frankfurcie nad Menem, zm. 2 kwietnia 1869 tamże) – niemiecki paleontolog, twórca paleontologii kręgowców w Niemczech.

## Życiorys
Wydał wiele prac i opublikował ogromną liczbę artykułów. W 1832 wydał pracę zatytułowaną Palaeologica. W swoich publikacjach opisał wiele skamieniałości zwierzęcych, takich jak szkarłupnie, mięczaki, skorupiaki, ryby, wyższe kręgowce, w tym triasowego rauizucha teratozaura, słynnego praptaka opisanego przez niego w 1861 pod nazwą Archaeopteryx lithographica („pradawne pióro
z łupków litograficznych”), pterozaura ramforyncha i prozauropoda plateozaura.
W 1830 opracował dla kopalnych gadów jeden z pierwszych podziałów systematycznych. Jako kryterium podziału przyjął budowę kończyn i wydzielił cztery grupy. Badał żółwie, sfenodonty, notozaury, plakodonty, fitozaury, pterozaury, krokodyle i dinozaury. Studiował też szczątki trzeciorzędowych ssaków. Jako pierwszy paleontolog wysunął hipotezę, że niektóre wymarłe gady w przeciwieństwie do dzisiejszych mogły prowadzić bardzo aktywny tryb życia. On też jako pierwszy zauważył zjawisko konwergencji wśród zwierząt, czyli procesu powstawania podobnych form żywych pod wpływem takich samych warunków środowiskowych.
Rezultaty większości swoich badań, zawierających około 300 starannych opisów przedstawił w wielkim dziele Zur Fauna der Vorwelt (1845–1860), który bogato sam zilustrował. Dzieło to składało się z czterech tomów. W pierwszym opisał ssaki, ptaki i gady z margli Önnigen, w drugim szczątki gadów wapienia muszlowego z niemal całej Europy, w trzecim gady z permskich łupków miedzionośnych, w czwartym gady z łupków litograficznych Bawarii. Za tom poświęcony gadom wapienia muszlowego otrzymał medal Holenderskiego Towarzystwa Naukowego i nagrodę Londyńskiego Towarzystwa Geologicznego (Geological Society of London) – medal Wollastona w 1858.
Jego nazwisko zostało upamiętnione w ponad 40 nazwach gatunkowych i rodzajowych kopalnych zwierząt i roślin. Na jego cześć została też nazwana góra Mount Meyer w prowincji Canterbury na Nowej Zelandii.